# Erigone remota
Erigone remota L. Koch, 1869 è un ragno appartenente alla famiglia Linyphiidae, diffuso nella regione paleartica.

## Distribuzione
La specie è stata rinvenuta in diverse località della regione paleartica, inclusa l'Italia.

## Tassonomia
È stato osservato l'ultima volta nel 2013 e attualmente è nota una sottospecie:
- Erigone remota dentigera Simon, 1926 - Svizzera